# Amanda Woodward Burns
Amanda Woodward est un personnage de fiction apparu pour la première fois à la télévision en janvier 1993 dans la première saison de la série dramatique Melrose Place sur la chaîne FOX aux Etats-Unis et sur TF1 en France. Après dix ans d'absence entre 1999 et 2009, le personnage est réapparu dans Melrose Place : nouvelle génération sur le réseau américain The CW et sur M6 en France.
Elle est interprétée par l'actrice américaine Heather Locklear.
Amanda est classée à la 3e place des meilleures garces de la télévision par TV Guide. Elle est classée au 20e rang des meilleurs antagonistes de la télévision par Rolling Stone. Elle figure en 81e position des 100 plus grands personnages (cinéma et télévision) des vingt dernières années réalisé par Entertainment Weekly.

## Personnalité
Meurtrie par la négligence de sa mère pendant l'enfance et victime de violences conjugales avant son installation à Los Angeles (Californie), Amanda développe une personnalité dure, froide et irascible en particulier dans les affaires. C'est aussi une femme qui cache sa sensibilité sous une carapace. Souvent sur la défensive, arrogante, elle sait que son physique plaît et n'hésite pas à l'utiliser, ce qui explique qu'elle entretient des relations difficiles avec les autres femmes. Alison Parker est son principal souffre-douleur. En effet, elle n’accepte pas sa relation amoureuse avec Billy, homme qu'elle a aimé et qui l'a quittée pour Alison. Amanda lui reproche régulièrement son alcoolisme et son manque de loyauté, pour tenter de camoufler ce sentiment de jalousie qui perdura pendant les 3 premières saisons.
Professionnellement, Amanda est une personne particulièrement ambitieuse qui n'hésite pas à médire sur un rival, voire à conspirer contre lui pour obtenir ce qu'elle vise.
En revanche, dans sa vie privée, quand Amanda est en confiance, elle révèle une certaine sensibilité et son sens de l'humour. Elle fait aussi ponctuellement preuve de compassion, par exemple lorsqu'elle engage l'avocat chargé d'aider Jo Reynolds à obtenir la garde de son enfant. Elle pardonne difficilement à ceux qui la trahissent, à l'exception notable de Peter Burns, qu'elle épouse deux fois malgré une tentative de meurtre et une infidélité avec Taylor McBride.

## Caractéristiques
Elle est la fille d'un homme d'affaires, Palmer Woodward, et de la présidente de l'agence de mannequin Models Inc., Hillary Michaels. Elle a un demi-frère qu'elle ne fréquente pas, David Michaels.
Elle a été mariée cinq fois à quatre hommes différents : Jack Parezi, Peter Burns (deux fois), Kyle McBride et Rory Blake. Elle n'a pas d'enfant mais a fait deux fausse-couches : une durant la première saison lorsqu'elle fréquentait Billy Campbell, la seconde au cours de la septième saison lorsqu'elle fréquentait Kyle McBride.
Amanda est publicitaire dans l'agence D&D Advertising dont elle obtiendra la présidence de 1995 à 1997. De 1997 à 1999, elle dirige sa propre agence de publicité, Amanda Woodward Advertising. Elle est également propriétaire de la résidence 4616 Melrose Place de 1993 à 1999. Enfin, dès 1997, elle détient des parts dans les affaires de Kyle McBride, d'abord dans son restaurant Chez Kyle puis son club de jazz Upstairs.
Dans la deuxième version de Melrose Place, MP: Nouvelle Génération, Amanda est propriétaire de l'agence WPK.

## Détails
Amanda conduit des voitures de sport. Initialement, elle est au volant d'une Porsche 911 Carrera cabriolet de couleur rouge mise en circulation en 1990. Puis en 1997, elle achète (en compagnie de Craig Field) une Jaguar XK8 cabriolet de couleur gris métallisé.
Au travail, elle est le plus souvent vêtue d'un blazer et d'une minijupe. Un look que lui a notamment emprunté le personnage d'Ally McBeal.
Au bar, elle boit notamment de la bière et du Martini. A plusieurs reprises, on peut constater qu'Amanda ne tient pas les alcools forts tels que la vodka. Dans l'épisode Ruptures (saison 2), Jake refuse ses avances parce qu'elle est saoule. Pour la même raison, Peter la reconduit à son domicile dans l'épisode Cas de conscience (saison 4).

## Histoire du personnage

### Avant la série
Amanda est issue d'une famille riche et puissante. Elle est native de la ville de Santa Barbara, Californie. On apprend par le père d'Amanda que ses ancêtres paternels sont originaires des Highlands. Dans son enfance, Amanda était surnommée Mandy mais elle n'apprécie pas être appelée ainsi. Amanda a eu une jeunesse compliquée, marquée par l'abandon de sa mère à l'âge de 6 ans. Dans l'épisode 28 de la saison 2 (1994), on apprend que cet abandon a eu lieu vingt ans plus tôt. On en déduit qu'Amanda serait née en 1968. Quant à son père, Palmer (Wayne Tippit), bien que protecteur envers sa fille et lui offrant la sécurité financière, il était lui aussi souvent absent, prétextant des voyages d'affaires. Amanda a donc été principalement élevée par une gouvernante qu'elle appelait Nanny.
Elle a étudié au CalArts, une école universitaire prestigieuse située à Los Angeles. Puis elle a vécu un an en Italie pour approfondir ses connaissances dans le domaine des arts. Elle a une tante qui habite à Paris (France). Amanda révèle à Billy qu'elle sait parfaitement faire du patin à glace parce que son père souhaitait qu'elle devienne une championne de patinage artistique. En vain.
Plus tard, Amanda a épousé Jack Parezi (Antonio Sabato Jr), un homme jeune, riche et puissant originaire de Miami dont la famille à des racines italiennes. Son bonheur conjugal se transforme en cauchemar quand elle découvre que sa belle-famille fait partie de la Mafia. Elle est aussi régulièrement frappée par son époux possessif et caractériel. A cette époque, elle entame une liaison avec son beau-frère, Bobby Parezi (John Enos III). En 1990, avec l'aide de son père Palmer, elle parvient à fuir la Floride pour revenir en Californie. Elle reprend son nom de jeune fille, Woodward, et décroche un emploi d'agent publicitaire au sein de l'agence D&D Advertising.

### Saison 1
« Lucy Cabot : Je vous en prie entrez, asseyez vous.
Alison : Je ne comprends pas, qu'est-ce qui ne va pas?
Lucy Cabot : Vous m'écoutez et vous vous asseyez. Vous savez certainement que Tobecano a dû nous quitter la semaine dernière. On a besoin de quelqu'un pour la remplacer et j'ai pensé à vous.
Alison : A moi?''
Lucy : Oui, c'est un poste d'assistante de chef de pub, votre salaire ne sera pas très élevé au départ mais vous pourrez profiter des opportunités qui vous seront données pour faire vos preuves. Vous servirez de liaison entre le créatif et le client et vous m'aiderez sur certains aspects de la campagne.
Alison : Écoutez, c'est une agréable surprise, je commence quand?
Lucy : Maintenant. Ce n'est pas la peine de perdre du temps, il va falloir mettre les bouchés double, notre photographe vient de nous quitter et il faut en trouver un autre qui corresponde à notre budget et que le client approuve dès demain. [Lucy appuie sur un interphone] Amanda? Bonjour, vous pouvez venir dans mon bureau une minute s'il vous plaît? Merci. Amanda Woodward est le directeur artistique du budget. Vous travaillerez avec elle en collaboration. Vous devez connaitre Rex Waldon?
Alison : Oui, c'est un joueur de tennis.
Lucy : Il va travailler avec nous pour cette campagne. Il faudrait faire les photos au plus vite mais comme je vous l'ai dit, notre photographe est parti donc il va falloir trouver quelqu'un pour le remplacer. Demain aura lieu la première séance de photos. Ah, Alison, vous connaissez Amanda n'est-ce pas?
Alison : Oui bien sûr qu'on se connaît.
Amanda : Bonjour.
Alison : Bonjour. 
Lucy : Amanda, je crois que vous devriez dire à Alison ce que vous attendez d'elle.
Amanda : Entendu. »

— Lucy présentant pour la première fois Amanda à Alison Parker, Une image imparfaite (saison 1, épisode 21)

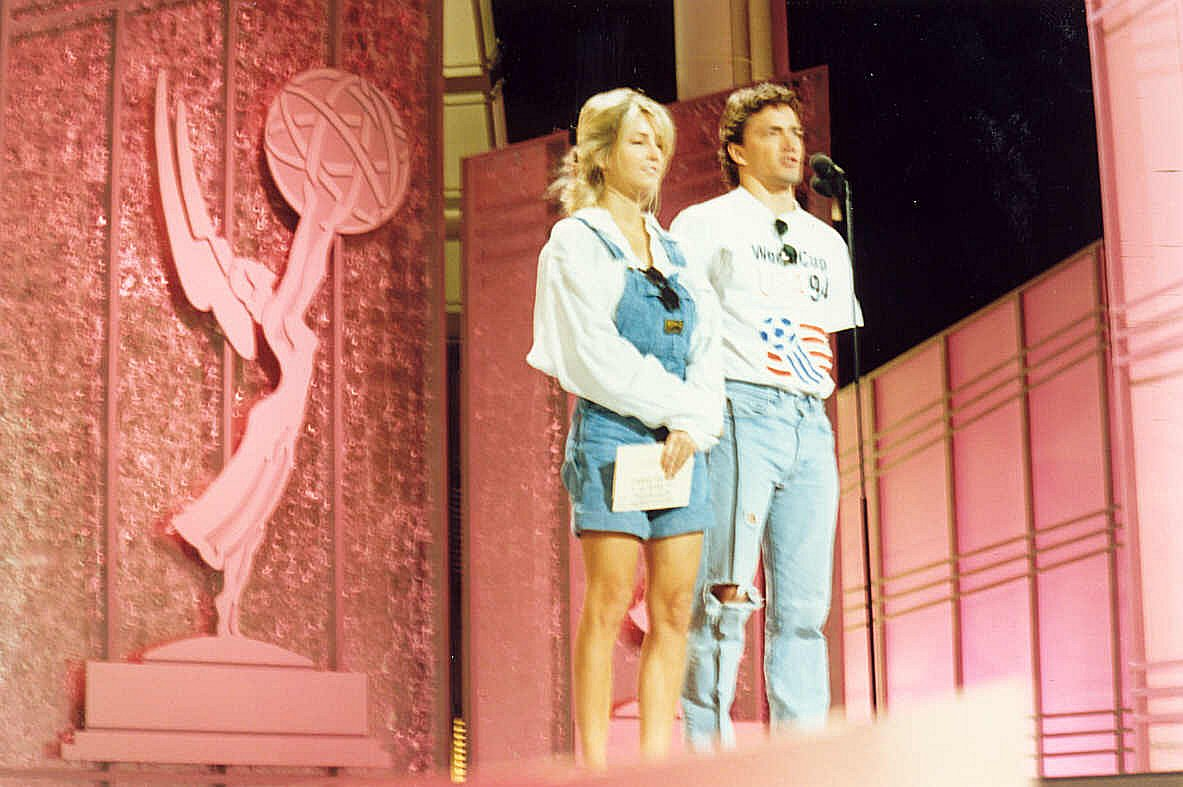
Heather Locklear et Andrew Shue en 1993 qui interprètent Amanda et Billy

Amanda Woodward a été présentée comme cadre publicitaire à D & D. Elle est le supérieur hiérarchique direct d'Alison Parker (Courtney Thorne-Smith).
Les deux jeunes femmes s'entendaient bien. Amanda invite d'ailleurs Alison et son compagnon Billy Campbell (Andrew Shue) à passer un week-end dans la demeure familiale située au bord d'un lac dans l'arrière-pays californien. Billy va même déclarer qu'ils sont comme les trois mousquetaires, "amis pour la vie". Les relations deviennent tendues quand Alison constate qu'Amanda et Billy ressentent une attirance réciproque.
Amanda et Billy entament une liaison de courte durée. Et lorsque le jeune homme se détourne d'elle, Amanda commence à mener la vie dure à Alison professionnellement. Elle va imaginer un ensemble de stratagèmes pour reconquérir Billy tout en narguant Alison. En vain. Sa relation professionnelle avec Alison va tellement se détériorer que leur responsable Lucy Cabot (Deborah Adair) doit les rappeler à l'ordre.
Entre-temps, Amanda fait une fausse-couche et perd le bébé de Billy. Puis, grâce à la fortune de son père, Amanda achète l'immeuble du 4616 Melrose Place.

### Saison 2
Amanda devient vice-présidente de l'agence D & D à la suite du départ de Lucy Cabot. Elle submerge de travail la pauvre Alison. Aussi, elle va se servir de la complicité naissante entre cette dernière et un client de l'agence pour semer la zizanie dans son couple avec Billy.
Amanda va néanmoins finir par mettre de côté sa rancune envers Alison car elle entame une relation avec Jake Hanson (Grant Show), dont la relation avec Jo (Daphne Zuniga) se dégrade peu à peu. Amanda se lie avec Jake lorsqu'elle lui permet d'intégrer l'équipe du garage automobile dirigé par son père, Palmer. Jake va découvrir les magouilles du père d'Amanda et il finit par bosser pour le FBI pour piéger celui-ci. La première réaction d'Amanda est de mettre un terme à sa liaison avec Jake et de tenter de le faire déménager de Melrose Place, en vain. Pendant cette période, elle va avoir une relation d'un soir avec Billy, qui sent Alison s'éloigner de lui. Puis Jake et Amanda se remettent en couple. C'est à ce moment-là qu'elle décide de lui avouer son aventure avec Billy. Evidemment, Jake est fou de rage contre Billy, lui casse le nez chez Shooters et refuse d'être le témoin de son futur mariage avec Alison. Amanda, elle, est toute pardonnée.
Les choses sont moins roses chez D&D où elle se sent surveillée de façon insistante par son supérieur hiérarchique, Bruce Teller (Stanley Kamel). Ce dernier va jusqu'à lui demander de présenter des excuses officielles à la présidente de l'agence de mannequins Models Inc. pour avoir rompu un contrat illégalement de son propre chef. Présidente qui n'est autre que la mère d'Amanda, Hillary Michaels (Linda Gray), qu'elle n'avait pas revue depuis son enfance.
La saison s'achève avec un procès. Amanda, qui use de ses charmes depuis toujours pour arriver à ses fins, voit le stratagème se retourner contre elle quand le fiancé de sa mère, Chas Russell (Jeff Kaake), recruté par D&D, l'attaque en justice pour harcèlement sexuel et licenciement abusif. Russell avait pris soin auparavant d'être vu dans un bureau en train d'embrasser (de façon contrainte) Amanda. Le témoin n'est autre qu'Alison, qui se fait donc tromper par les apparences et charge Amanda. Avec un coup de pouce du destin, la situation se renverse et les affabulations de Russell sont démontrées au juge. Mais Amanda ne pardonne pas sa trahison à Alison. Avant de rendre à Alison la robe de demoiselle d'honneur qu'elle devait porter à son mariage avec Billy, Amanda lui fait la promesse de lui mener la vie plus dure que jamais.

### Saison 3
Amanda n'a pas oublié sa promesse de faire vivre un enfer à Alison. Elle embauche Billy à l'agence D&D sachant pertinemment qu'Alison est totalement contre cette idée.
Mais sa vengeance est mise entre parenthèses par la réapparition de son père, Palmer, qui est en cavale. Elle accepte de l'héberger quelques jours pour l'aider. Néanmoins, Palmer est réapparu seulement pour qu'Amanda retire une forte somme d'argent sur un compte bancaire au nom de sa famille auquel il n'a donc pas accès. Et pour se venger de Jake, qui a mis le FBI à ses trousses. Palmer fait appel aux charmes d'une certaine Brittany (Kathy Ireland) pour briser le couple qu'il forme avec Amanda puis tente de le tuer dans l'explosion de son bateau. Rien ne se passe comme prévu puisque Jake sauve sa peau, quant à Palmer il est assassiné par la fameuse Brittany. Deux événements éprouvants pour Amanda.
Désormais célibataire, Amanda attire l'attention d'un séduisant médecin-chef du Wilshire Memorial Hospital, le Dr Peter Burns (Jack Wagner). Ils entament très vite une relation. Tous deux attirés par l'argent et le pouvoir, ils fomentent une machination afin de prendre le contrôle de l'agence D&D et d'écarter Bruce Teller afin d'en donner les rênes à Amanda. Une véritable partie d'échecs qui aboutit, non sans conséquence : Amanda découvre son ancien patron pendu à une corde dans son bureau. En plus de culpabiliser, Amanda se retrouve dans le collimateur de Peter qui perd confiance en elle. Il décide de l'écarter au profit de sa maîtresse Caitlin Mills (Jasmine Guy). Pour cela, il drogue Amanda qui perd son job dans la foulée. Elle va alors pouvoir compter sur l'inimitié de Michael Mancini (Thomas Calabro) pour Peter, et son envie de lui chiper son poste à l'hôpital, pour fonder une alliance dont le but est de prouver les agissements condamnables de Peter. Qui va jusqu'à tenter d'assassiner Amanda pour la faire taire en prétextant une opération urgente de appendicite. L'intervention in-extremis de Michael fait capoter le plan machiavélique de Burns, qui se retrouve derrière les barreaux.
Les ennuis d'Amanda ne sont pas terminés. Des examens révèlent qu'elle est atteinte d'un cancer du système lymphatique, la maladie de Hodgkins. Michael s'investit fortement dans l'accompagnement médical et le soutien psychologique d'Amanda qui tombe dans ses bras lors d'un déplacement à New York. C'est sans compter la jalousie maladive de Kimberly Shaw (Marcia Cross) qui surveille de près cette relation. Lorsqu'elle découvre qu'Amanda et Michael, de retour en Californie, séjournent ensemble dans un hôtel de luxe, la rouquine débarque sans prévenir et menace d'électrocuter Michael et Amanda. Cette dernière rompt illico tout lien avec Mancini, qui continue de lui courir après. Alors quand Amanda est victime de menaces anonymes, elle suspecte aussitôt Michael contre qui elle porte plainte avec l'appui de... Kimberly. Cette affaire explique pourquoi Amanda est l'une des quatre cibles (avec Michael, Sydney et Matt) de l'explosion de la résidence orchestrée par Kimberly.
Avant le final, Amanda doit encore régler ses comptes avec Alison. Les problèmes médicaux de la première ont permis à la seconde d'être nommée directrice de D&D. Alison se laisse convaincre de réembaucher Amanda à un poste subalterne pour l'aider à se remettre de son cancer. En réalité, elle met le loup dans la bergerie. Amanda s'allie à Brooke Armstrong (Kristin Davis) pour humilier Alison en présence du conseil d'administration de D&D. Une fois Alison désavouée, Amanda lui succède et charge Billy de licencier Alison sur-le-champ.

### Saison 4
En plus d'être guérie de son cancer, Amanda survit à l'explosion et s'en tire pratiquement sans une égratignure. On ne peut pas en dire autant de son appartement situé au-dessus de la buanderie où se trouvaient le gros des explosifs. Pendant les travaux, une savoureuse cohabitation s'improvise avec Sydney Andrews (Laura Leighton). Les deux femmes ne s'apprécient guère et Sydney va passer une bonne partie de cette quatrième saison à tenter de compliquer la vie d'Amanda.
Elle essaie d'extorquer de l'argent à Amanda après le décès accidentel de son ex-mari, Jack Parezi, qui a refait surface à cause de la curiosité maladive de Brooke. Parezi voulait contraindre Amanda de revivre avec lui, une dispute a éclaté et il a chuté du haut d'une balustrade. Ensuite, elle est payée par Peter Burns pour briser le couple formé par Amanda et Bobby Parezi, le frère de Jack dont Amanda a toujours été amoureuse. L'Italien n'est pas intéressé, quant à Amanda elle humilie Sydney lors d'une soirée de gala. Burns, lui, désespère de reconquérir la patronne de l'agence D&D.
Il faut attendre plusieurs mois pour qu'Amanda daigne pardonner à Peter la tentative de meurtre qu'il a échafaudée. Cependant, quand il est enlevé par une Kimberly aux multiples personnalités, Amanda n'hésite pas à lui porter secours avec le soutien de Michael. Ensemble, ils se faufilent à l'intérieur d'un asile mieux gardé qu'une prison et parviennent à libérer Peter. Blessé, ce dernier doit être hospitalisé. Il n'a pas le temps de s'en remettre que la police vient l'interpeller pour le meurtre de Bobby Parezi, qui se trouvait dans le bureau de Burns quand il a fait une chute de plusieurs étages. Pour préserver les secrets qui entourent sa relation avec Burns et la famille Parezi, Amanda décide d'épouser Peter en prison. Le soir-même, elle apprend par un détective que son mari porte un nom d'emprunt.

### Saisons 5, 6 et 7
Le mariage d'Amanda et Peter n'est pas encore consommé qu'il est fortement mis en péril par la mystérieuse nouvelle résidente de Melrose Place, Taylor McBride (Lisa Rinna). Cette brunette aux lèvres pulpeuses se montre envahissante, ce qui a le don d'irriter Amanda qui tente par ailleurs d'en savoir plus sur la véritable identité de son nouveau mari. Les événements sont liés : Peter a changé de nom après le décès de sa première épouse, Beth, dont Taylor est la sœur cadette. Elle a bien grandi quand elle s'installe à Melrose Place, voilà pourquoi Peter ne l'a pas reconnue. L'affaire fait éclater le mariage d'Amanda et Peter ainsi que celui de Taylor et Kyle. Un véritable quatuor sentimental puisque chacun échange son partenaire : Taylor parvient à ses fins en couchant avec Peter, quant à Amanda elle finit par succomber au charme de Kyle dont elle devenue l'associée dans son restaurant et son club de jazz.
Chez D&D, Amanda obtient le renouvellement de son contrat de présidente in-extremis en usant de ses charmes sur l'arrogant Craig Field (David Charvet). Mais des années de management brutal ont usé la patronne qui fait l'erreur de sous-estimer Craig, aidé par Sydney, quand il lance une agence de communication concurrente, Sky High Advertising. De gros clients s'en vont et même le loyal Billy jette l'éponge. Quelques mois et une crise de panique plus tard, Amanda redevient le seigneur du business en lançant sa propre agence, Amanda Woodward Advertising. Cependant, une manche difficile s'annonce avec l'arrivée de l'agence conduite par Lexi Sterling (Jamie Luner). Cette dernière saisit toutes les opportunités qui se présentent, quitte à forcer un peu le destin, pour se venger d'Amanda qu'elle rend responsable de l'échec de sa relation avec Peter Burns.
Pourtant, Amanda semble avoir oublié le médecin au profit de Kyle qu'elle épouse discrètement dans une petite chapelle. Leur couple résiste (malgré des rebondissements) aux complots les plus tordus de Taylor (un retour d'entre les morts) puis de Peter (un enlèvement). Il tient encore bon face à l'alcoolisme et à la dépression de Kyle. En revanche, rien ne permet de lutter contre les sentiments persistants d'Amanda pour Peter. Ils refont surface quand ce dernier entame une relation avec Eve (Rena Sofer), l'amie d'enfance d'Amanda qui fut en réalité sa première victime, longtemps avant Alison. Dans les derniers épisodes de la série, Amanda reconnaît avoir tué l'adolescent qui l'a agressée et avoir fait porter le chapeau à Eve ; piégée par Lexi, Amanda perd l'un de ses plus gros contrats publicitaires et abandonne son agence ; endettée, elle met également en vente la résidence que sa rivale Lexi rachète ; enfin, pour échapper à un destin misérable (dont une probable condamnation judiciaire), Amanda et Peter mettent scène leur décès et fuient sur une île déserte avec la complicité de Michael. Sur une plage bordée par l'océan et noyée de soleil, au milieu de nulle part, ils se marient pour la seconde fois.